# 南方盲鮰鱸
南方盲鮰鱸為輻鰭魚綱鮭鱸目洞穴魚科的其中一種，被IUCN列為次級保育類動物，分布於北美洲美國中北部的淡水流域，體粉紅至白色，無眼睛，背鰭軟條7-10枚;臀鰭軟條7-10枚，體長可達9公分，棲息在洞穴的泉水處。